# Montreux '77 (album de Joe Pass)
Pour les articles homonymes, voir Montreux '77.
 (janvier 2018).
Albums de Joe Pass
Virtuoso no 3
(1977) I Remember Charlie Parker
(1979)
Montreux '77 est un album en public du guitariste de jazz américain Joe Pass, enregistré au festival de jazz de Montreux (Suisse), en juillet 1977. Initialement publié la même année en vinyle, il est réédité, en 1989 en CD, dans la série Original Jazz Classics.

## Liste des titres
|       | 'Face A'              |                                |      |
| A1.   | Blues for Yano San    | Joe Pass                       | 6:11 |
| A2.   | Blues for Sitges      | Joe Pass                       | 8:56 |
| A3.   | Blues for Val         | Joe Pass                       | 6:05 |
|       | 'Face B'              |                                |      |
| B1.   | Wait Till You See Her | Richard Rodgers, Lorenz Hart   | 5:23 |
| B2.   | She's Funny That Way  | Neil Moret, Richard A. Whiting | 5:04 |
| B3.   | Blues for Martin      | Joe Pass                       | 4:21 |
| B4.   | Masquerade            | Leon Russell                   | 5:56 |
| 41:56 |                       |                                |      |